# Kirialskatten
Kirialskatten er et enormt depotfund, der blev gjort i Kirial på Djursland i november 1967. Skatten lå i to malmgryder og består af 81.422 mønter med en samlet vægt på 33,5 kg. Det er den største skat, som er fundet i Danmark. Mønterne var primært udenlandske mønter og hovedsageligt nordtyske hulpenninge. Den er nedlagt omkring 1365, og mønterne stammer fra 1200- og 1300-tallet.
Fundet blev gjort under pløjning, hvor pløjeren stødte på en gryde og kort efter fandt den anden. Der blev udbetalt en danefægodgørelse på 80.000 kr (ca. 721.000 kr i 2019-DKK).
Skatten og de to gryder er udstillet på Nationalmuseet i København, mens en mindre del af mønterne er udstillet på Djurslands Museum i Grenaa.
I 2016 blev der fundet yderligere to hulpenninge, som menes at stamme fra Kirialskatten, ved hjælp af metaldetektorafsøgning.